# Annabelle Brouard
Annabelle Brouard est une réalisatrice de documentaires française.

## Biographie
Elle travaille avec Charlotte Bienaimé pour Les Pieds sur terre et Un podcast à soi.
En 2018, elle réalise « Traverser les forêts » de Judith Bordas, qui est primé dans la catégorie Grandes Ondes au festival Longueur d'ondes. Le podcast reçoit le prix de l'œuvre sonore de l'année de la Société civile des auteurs multimédia et le prix du public des Phonurgia Nova Awards.
Elle reçoit le prix OUT d'or du meilleur documentaire, avec Perrine Kervran, pour le documentaire Les transidentités, racontées par les trans sur France Culture, en 2019.
En 2020, elle réalise un documentaire sur Delphine Seyrig avec Lila Boses et Lou Quevauvillers. Elle est également co-metteuse en scène de la pièce de théâtre Fugueuses, histoires des femmes qui voulaient partir.
En 2021, elle réalise une série de huit épisodes de podcast pour France Culture sous le nom « Laisse parler les femmes ».
En 2022, avec Judith Bordas, elle réalise le documentaire radiophonique Par elles-mêmes sur France Culture dans l'émission L'Expérience. Elle y suit un foyer de l'aide sociale à l'enfance à Lyon.
En 2024, avec Alexandra Pianelli, elle est marraine des rencontres documentaires.